# المغتبقة (حريضة)
'

تعديل مصدري - تعديل

المغتبقة هي إحدى قرى عزلة حريضة بمديرية حريضة التابعة لمحافظة حضرموت، بلغ تعداد سكانها 53 نسمة حسب تعداد اليمن لعام 2004.